# Cryptus rugifrons
Cryptus rugifrons är en stekelart som först beskrevs av Henry Keith Townes, Jr. 1962.  Cryptus rugifrons ingår i släktet Cryptus och familjen brokparasitsteklar. Inga underarter finns listade i Catalogue of Life.